# Gabriel Peña Aranda
Gabriel Peña Aranda   (Madrid, 1936 - 2002) fou un enginyer i polític espanyol.
Enginyer aeronàutic de formació, a principis dels anys setanta va ser nomenat director general de l'Empresa Nacional d'Òptica. A les acaballes del franquisme va ocupar l'influent càrrec de director general de Radiodifusió i Televisió de Radiotelevisió Espanyola. Es va mantenir en el lloc menys d'un any, ja que l'agost de 1976, amb el primer Govern d'Adolfo Suárez va ser nomenat Governador Civil de Santander. El seu mandat fou sacsejat per la polèmica quan la guàrdia civil va agredir al diputat socialista santanderí Jaime Blanco.
L'agost de 1978 presentà la seva dimissió davant el llavors ministre de l'Interior, Rodolfo Martín Villa, i passà a ocupar el càrrec d'adjunt director per a assumptes relacionats amb la Defensa a l'Institut Nacional d'Indústria.
Després de la victòria electoral del PSOE, presenta la seva dimissió al gener de 1983, i es va dedicar des de llavors a l'activitat empresarial en la societat Boetticher i Navarro.